# Австрійський олімпійський комітет
Австрійський олімпійський комітет (АОК) (нім. Österreichisches Olympisches Comité, ÖOC) — некомерційна організація заснована 1908 року і офіційно визнана МОК 1912 року, яка представляє австрійських атлетів в міжнародному олімпійському комітеті.
Штаб-квартира АОК розташована в Обервальтерсдорфе.

## Президенти НОК Австрії
- Балдуїн Гроллер (1908—1912)
- Отто Хершман (1912—1914)
- Рудольф Граф Коллоредо-Мансфельд (1914—1919)
- Теодор Шмідт (1929—1938)
- Йожеф Гері (1946—1954)
- Генріх Дріммель (1956—1969)
- Хайнц Прукнер (1969—1972)
- Курт Хеллер (1973—1990)
- Лео Валльнер (1990—2009)
- Карл Штосс (2009—2025
- Horst Nussbaumer (з 2025 року)